# Takeo Arishima
Pour les autres membres de la famille, voir Ikuma Arishima.
Takeo Arishima (有島 武郎, Arishima Takeo), né le 4 mars 1878, à Tokyo, au Japon, et mort le 9 juin 1923, est un écrivain, nouvelliste et essayiste japonais actif pendant les ères Meiji et Taishō.

## Biographie

### Jeunesse
Takeo Arishima est né à Tokyo au sein d'une famille aisée, son père étant un ancien samouraï travaillant au Ministère des finances.
Éduqué d'abord dans une école missionnaire anglo-japonaise de Yokohama dès l'âge de quatre ans, où il apprit l'anglais, il fut admis à l'âge de dix ans à l'école préparatoire de la prestigieuse école Gakushūin où étaient formés de nombreux membres de la noblesse japonaise. Les expériences de l'école missionnaire inspirèrent plus tard sa fable Hitofusa no budō.
Après ses études au Gakushūin, il entre à l'âge de dix-neuf ans à l'Université d'agriculture de Sapporo (aujourd'hui la faculté d'agriculture de l'Université de Hokkaidō). Pendant ses études, il fera une tentative de suicide avec son ami Morimoto Kōkichi, qui créera plus tard plusieurs écoles féminines au Japon. Par la suite, Arishima sera influencé par Uchimura Kanzō et Morimoto Kōkichi ; il se convertit au christianisme en 1901.
Une fois diplômé et après un court enrôlement obligatoire dans l'Armée impériale japonaise, Arishima prit des cours d'anglais chez Mary Elkinton Nitobe, la femme d'Inazo Nitobe (tous deux quakers), et en juillet 1903 il devint correspondant aux États-Unis pour le journal Mainichi Shinbun. Il prit des cours au Haverford College (institution quaker, près de Philadelphie), et plus tard à l'Université Harvard. Il travailla ensuite temporairement dans un hôpital psychiatrique géré par les quakers. Il écrira sur ses années en Amérique dans son journal intime.
Pendant son séjour aux États-Unis il devint très critique envers le christianisme, s'intéressa au socialisme, et devint influencé par des auteurs occidentaux, dont Walt Whitman, Henrik Ibsen et Pierre Alexeiévitch Kropotkine. Ses années en Amérique, ainsi que son année subséquente en Europe influencèrent fortement son style littéraire ainsi que sa manière de voir le monde, résultant en une aliénation de la société japonaise.
Après son retour au Japon en 1907, il s'enrolla dans l'armée en tant qu'éleve officier pour une courte période. C'est à cette même période qu'il abandonne le christianisme. Il contribue également à une levée de fond pour les déplacements à l'étranger du militant anarchiste Sakae Ōsugi, rencontré en quelques occasions précédemment. En 1909, il devient professeur d'anglais et d'éthique à son l'université d'agriculture de Sapporo.

### Carrière littéraire
C'est à travers son frère Ikuma Arishima qu'il connaîtra d'autres écrivains diplômés du Gakushūin, dont Naoya Shiga et Mushanokoji Saneatsu. Arishima et ces écrivains formèrent un groupe nommé pour leur magazine littéraire, Shirakaba, dont la première édition fut publiée en 1911. Il écrira des romans et des critiques et devint l'une des figures centrales du groupe.
En 1919, il publie son œuvre la plus connue, un drame moral et psychologique sur une femme luttant contre une société hypocrite dominée par les hommes. Ce roman est traduit en français et édité en 1926 chez Flammarion sous le titre Cette femme-là. Les Éditions Philippe Picquier l'ont réédité en poche en 1998 sous le titre Les Jours de Yôko.
Dans Les Descendants de Caïn (カインの末裔, Kain no Matsuei), publié en 1917), il décrit la malédiction de Dieu du point de vue d'un agriculteur autodestructeur. Malgré de bonnes critiques reçues pour son style, les thèmes et les personnages des œuvres d'Arishima n'attirent pas beaucoup de lecteurs contemporains japonais.

### Les dernières années
En 1922, Arishima implémente la philosophie socialiste qu'il avait développé en renonçant à un grand fermage sur l'île d'Hokkaidō qu'il avait hérité de son père, déclarant publiquement qu'il voulait s'éloigner des petits bourgeois avant une révolution qu'il croyait proche.
Arishima se maria en 1910, mais sa femme s'éteignit six ans plus tard, atteinte de la tuberculose, lui laissant trois enfants ; le père d'Arishima mourut également cette  année là.
En 1922, il ouvre l'usine « Arishima » à Kaributomura sur l'île d'Hokkaidō. La même année, il rencontre Hatano Akiko, une femme mariée travaillant en tant qu'éditrice pour un célèbre magazine féminin, Fujin Koron. Une relation amoureuse se développe ; éventuellement découverts par le mari de Hatano, les amoureux se suicident par pendaison le 9 juin 1923 à Karuizawa. Leurs corps ne sont retrouvés que le 7 juillet, en pleine saison des pluies ; en état de décomposition avancé, il n'est donc pas possible d'établir l'existence d'un testament ou d'un dernier message quelconque.
Il est enterré au cimetière Tama de Tokyo.

### Héritage
Après sa mort, Arishima devint célèbre pour ses journaux intimes très détaillés, comportant plus de vingt volumes au total et traitant de sa vie quotidienne, ses peurs et ses espoirs. Ses contemporains le jugèrent philosophe et critique de la société autant qu'écrivain de romans. Il était très critique envers le christianisme et était très influencé par les idées socialistes ; émotionnellement intense et humaniste, il utilisa des idées tirées de la Bible et des romans de Léon Tolstoï dans ses propres œuvres.

### Famille
Ses deux frères cadets, Ikuma Arishima et  Ton Satomi sont écrivains, Ikuma étant aussi peintre.
Sa femme Yasuko, morte d'une tuberculose, était la fille cadette du baron Kamio Mitsuomi, général de l'armée impériale.
Son fils aîné, Masayuki Mori, devint acteur, tandis que le filleul de sa fille cadette était le directeur d'orchestre et compositeur, Naozumi Yamamoto.

## Œuvres

### Romans
- Kain no matsuei (カインの末裔) (1917)
- Umareizuru nayami (生まれ出づる悩み) (1918)
- Meiro (迷路) (1918)
- Aru onna (或る女) (1919) Cette femme-là, traduit par Masaomi Yoshitomi et Albert Maybon, Paris, Flammarion, 1926 ; réédition de la même traduction sous le titre Les Jours de Yôko, Arles, Philippe Picquier, coll. « Picquier poche » no 69, 1998  (ISBN 2-87730-375-6) ; réédition sous le titre Cette femme-là, Paris, Sillage, 2023  (ISBN 978-2-38141-042-5)
- Kankan Mushi (かんかん虫)
- Osue no shi (お末の死)
- Seiza (星座) (inachevé)

### Essais
- Oshiminaku ai ha ubau (惜しみなく愛は奪う) (1920)
- Sengen hitotsu (宣言一つ) (1922)

### Fable
- Hitofusa no budō (一房の葡萄)

### Poésie
- Tokoshie no sachi (永遠の幸)